# Seleukovská říše
Seleukovská říše (starořecky Βασιλεία τῶν Σελευκιδῶν, Basileía tōn Seleukidōn, zkráceně Σελεύκεια, Seleúkeia) byla založena po smrti Alexandra Makedonského, když se jeden z jeho generálů, Seleukos I. Níkátor, ustavil v roce 312 př. n. l. pánem Babylónu. Říše Seleukovců vznikla během válek mezi diadochy a v době své největší slávy a rozmachu se rozkládala od Malé Asie, přes Sýrii, Babylonii, Persii až k údolí řeky Indus. Dočasně k říši náležely také Fénicie a Palestina.

## Historie

### Založení říše

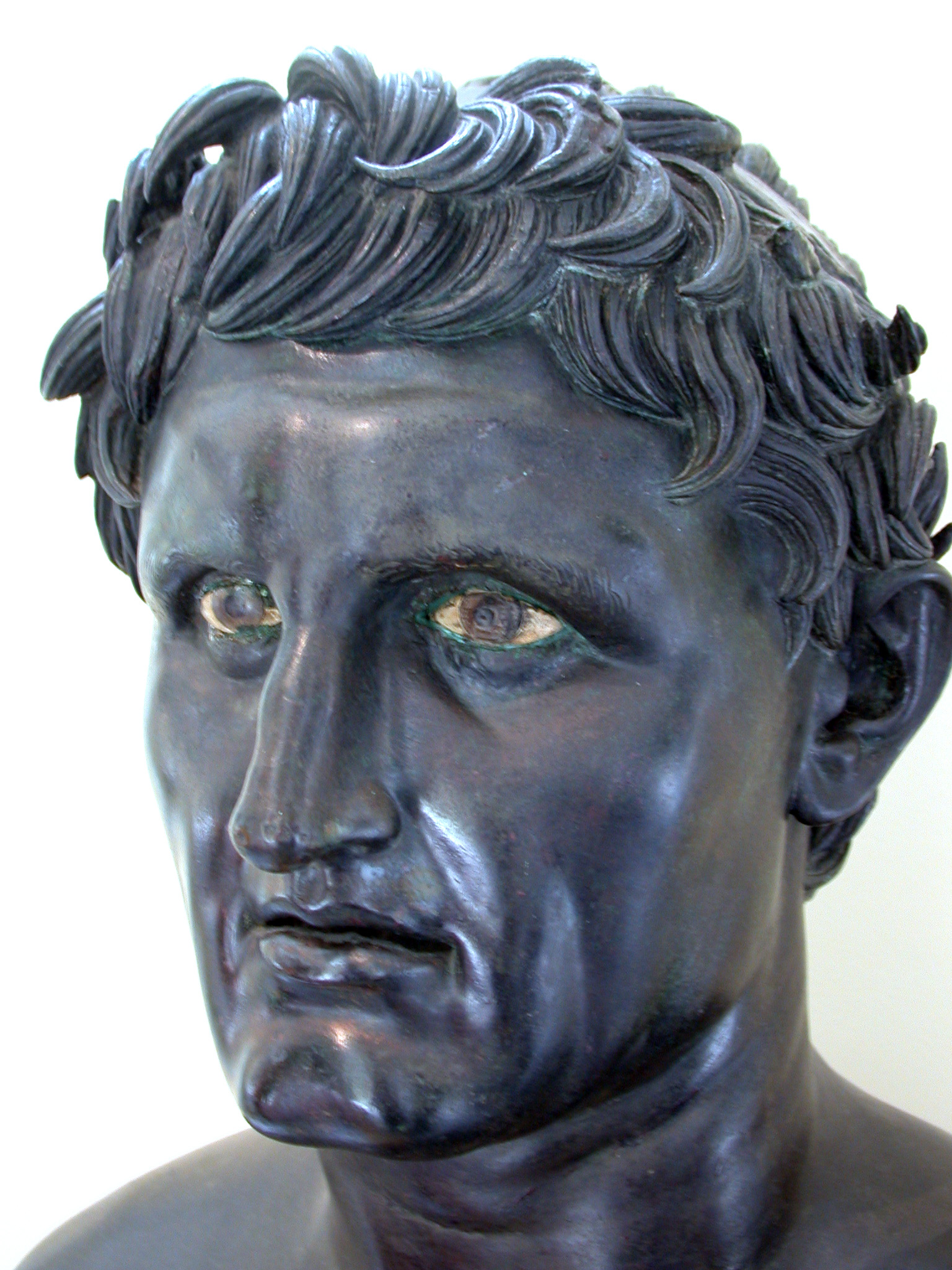
Busta Seleuka I.

Seleukos I. nevládl pouze Babylonu, ale celé východní části Alexandrovy říše. Po vítězství nad Antigonem Jednookým a jeho synem Démétriem Poliorkétem v bitvě u Ipsu v roce 301 př. n. l., získal Seleukos kontrolu také nad severní Sýrií a východní polovinou Malé Asie. V Sýrii založil na řece Orontu nové hlavní město říše, Antiochii, pojmenovanou podle svého otce. Seleukova říše dosáhla svého největšího územního rozsahu po vítězství nad jeho dřívějším spojencem Lýsimachem v bitvě u Kúrúpedia v roce 281 př. n. l. Seleukos ovládl celou Malou Asii a plánoval dobýt i ostatní Lýsimachova území v Evropě – Thrákii a dokonce samotnou Makedonii, avšak brzy po překročení Helléspontu byl zavražděn svým hostem a uprchlým synem krále Ptolemaia I., Ptolemaiem Keraunem.

Helenistický svět po bitvě u Ipsu roku 301 př. n. l., Seleukovská říše je vyznačena žlutě.

Seleukovská říše se rozkládala od Egejského moře až k dnešnímu Afghánistánu a byla obývána rozličnými národy: Řeky, Peršany, Médy, Židy, Indy a dalšími. Její vládcové proto měli značný zájem na uskutečnění politiky splynutí národů započaté Alexandrem. Seleukovská říše představovala během své 250leté existence prostředek šíření helenizace do zemí Blízkého a Středního východu a do střední Asie.
Nástrojem k ovládání tak různorodé a obrovské říše se staly stovky nových řeckých měst, zakládaných jednotlivými Seleukovci a sloužících k rozvoji obchodu, státní správy a současně také k rozšíření řeckého způsobu života. Také mnoho stávajících měst bylo přinuceno (leckdy i násilím) k přijetí řeckého filozofického myšlení, náboženských zvyklostí a řecké kultury celkově. Snaha o promísení řecké a domorodé kultury, náboženství a filozofických idejí se setkala s různým stupněm úspěchu – v některých částech říše vyvolala povstání, na jiných místech byla naopak přijata.
Seleukovská říše byla trvale ohrožována ze všech stran. Již před Seleukovou smrtí se většina východních provincií ukázala jako obtížně hájitelná. Seleukos vpadl v roce 304 př. n. l. do Indie (přesněji do Paňdžábu – dnešní Pákistán), ale byl poražen Čandraguptou, zakladatelem máurjské říše. Čandragupta prý disponoval armádou 100 000 vojáků a 9 000 válečných slonů a donutil Seleuka k odstoupení území dnešního jižního a východního Afghánistánu. Mír mezi oběma říšemi byl upevněn uzavřením aliance stvrzené sňatkem Čandragupty se Seleukovou dcerou. Na oplátku daroval Čandragupta Seleukovi téměř 500 svých válečných slonů, kteří pak sehráli významnou roli při Seleukově vítězství v bitvě u Ipsu. Dalšími územími, o která Seleukos přišel byla Gedrosie, území jihovýchodně od Persie, a Arachosie, západně od řeky Indus.

### Vpád Keltů, vzpoura v Parthii a Baktrii

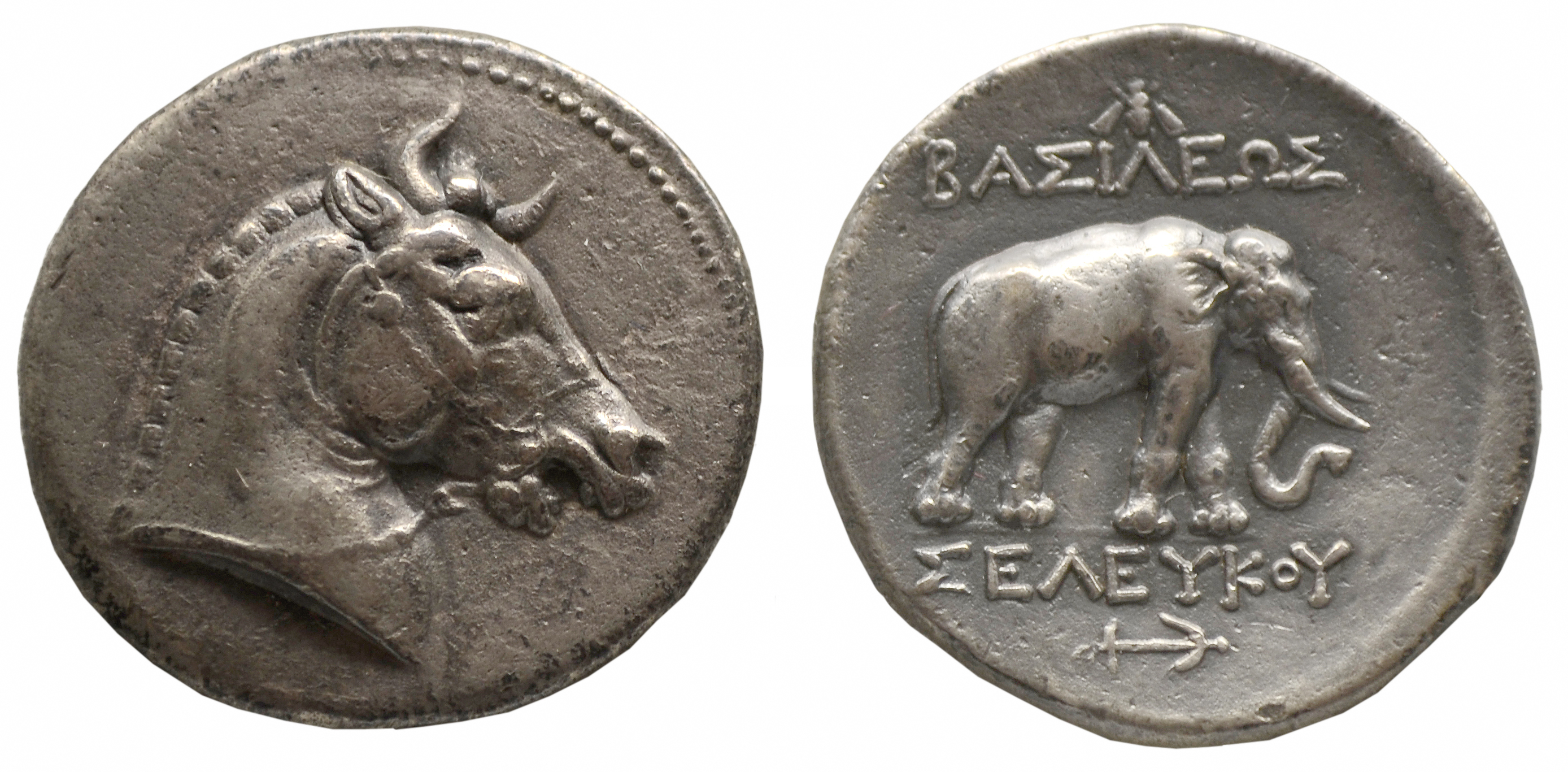
Tetradrachma Seleuka I. se symboly dynastie Seleukovců: hlava rohatého koně, na reversu slon indický a kotva

Po smrti Seleuka I. Níkátora převzal vládu nad říší jeho syn Antiochos I. Sótér (281–261 př. n. l.), který upustil od dobytí Makedonie, neboť byl plně zaměstnán udržením svých asijských území. Od roku 278 př. n. l. se musel potýkat s vpádem keltských Galatů do Malé Asie, které rozdrtil masivním nasazením slonů v roce 275 př. n. l. Poté jim přidělil k obývání východní část Frýgie, která byla proto později nazývána Galatie. Po vítězství nad Kelty obdržel přízvisko „zachránce“ (sótér), avšak již po několika letech musel strpět na západních hranicích říše porážku od pergamského vládce a zakladatele dynastie Attalovců, Eumena, který proti němu povstal a v roce 262 př. n. l. zvítězil nad Seleukovci v bitvě u Sard, čímž získal pro Pergamon nezávislost.
Antiochos I. a stejně tak i jeho syn a nástupce Antiochos II. Theós (261–246 př. n. l.) vedli neustálé války s egyptskými Ptolemaiovci o vládu nad Koile Sýrií a Palestinou – což jim znemožňovalo efektivně zasáhnout k udržení svých území na východě říše. Koncem vlády Antiocha II. odpadly od říše téměř současně provincie Baktrie a Parthie.
Již během druhé syrské války (260–253 př. n. l.) se satrapa provincie Parthie pokusil vyhlásit nezávislost na seleukovské říši. Avšak teprve nomádský, skythský kmen Parnů, který se usadil v oblasti jihovýchodně od Kaspického moře, pod vedením svého náčelníka zvaného Arsakés využil porážky Seleukovců ve třetí syrské válce (246–241 př. n. l.) k trvalému obsazení satrapie Parthie někdy kolem roku 240 př. n. l. Příslušníci tohoto kmene se proto nadále nazývali Parthy. Arsakés se stal zakladatelem dynastie Arsakovců, jež se záhy vyvinula v nebezpečného soupeře Seleukovců v boji o kontrolu nad územím starého Íránu.
Také v oblasti Hindúkuše ležící helenizované provincie setřásly vládu Seleukovců. Zde pak bylo v polovině 3. století př. n. l. pod vedením někdejšího seleukovského satrapy Diodota založeno řecko-baktrijské království.

### Úpadek a obrození

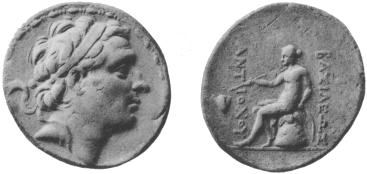
Stříbrná mince Antiocha III., na reversu zobrazen Apollón sedící na omfalu

V době, kdy syn Antiocha II. Seleukos II. Kallinikos nastoupil v roce 246 př. n. l. na trůn, se seleukovská říše jevila v rozkladu. Kallinikos byl jednoznačně poražen ve třetí syrské válce proti Ptolemaiovi III., načež proti němu povstal jeho bratr Antiochos Hierax. Seleukovská říše ztrácela rovněž své pozice v Malé Asii. Keltové vytvořili vlastní království v Galatii, současně zde po vzoru Pergamu vznikla celá řada částečně helenizovaných polonezávislých království v Bíthýnii, Pontu a Kappadokii.

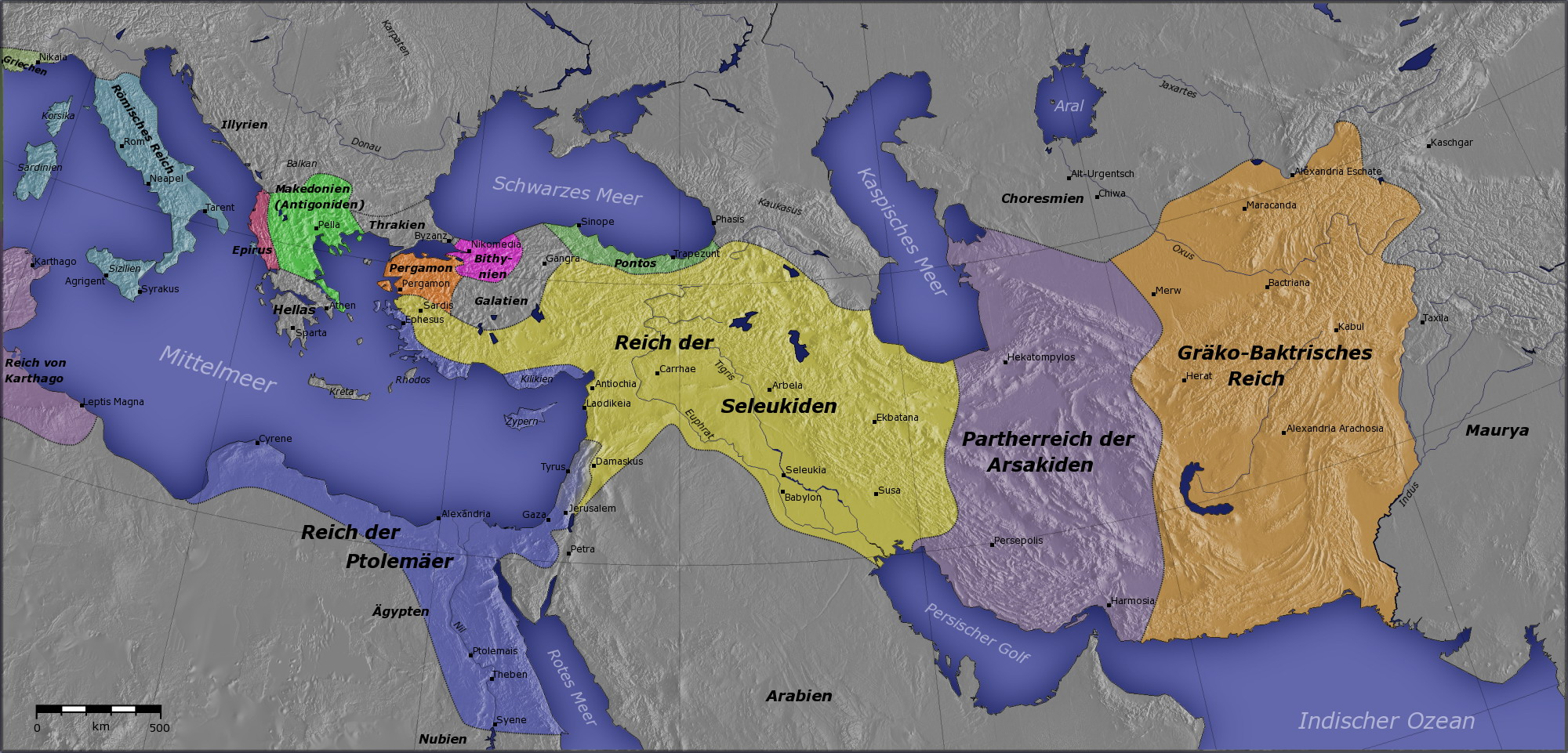
Říše diadochů před začátkem války s Římem kolem roku 200 př. n. l.

Obrat nastal teprve po nástupu Kallinikova mladšího syna Antiocha III. Velikého v roce 223 př. n. l. Ačkoliv si zpočátku nevedl příliš dobře během čtvrté syrské války proti Ptolemaiovcům, což vyústilo v jeho porážku v bitvě u Rafie v roce 217 př. n. l., nakonec se ukázal být největším seleukovským vládcem od dob samotného Seleuka I. Dalších deset let strávil Antiochos tažením do východních provincií své říše – vzbouřené vazaly v Parthii a Baktrii přinutil opět uznat seleukovskou svrchovanost a dokonce podobně jako Alexandr pronikl až do Indie.
Když se v roce 205 př. n. l. konečně vrátil na západ, zjistil, že po smrti Ptolemaia IV. nastala příznivá situace pro další tažení do Palestiny. Antiochos se posléze dohodl s Filipem V. Makedonským na rozdělení ptolemaiovských území mimo Egypt a v páté syrské válce vyhnal Ptolemaiovce z Koile Sýrie. V bitvě u Paneionu v roce 198 př. n. l. porazil vojsko Ptolemaia V. a definitivně tak získal tuto zem pro seleukovskou říši. Zdálo se, že Antiochos obnovil někdejší moc a slávu seleukovské říše.

### Střet s Římany a dezintegrace říše

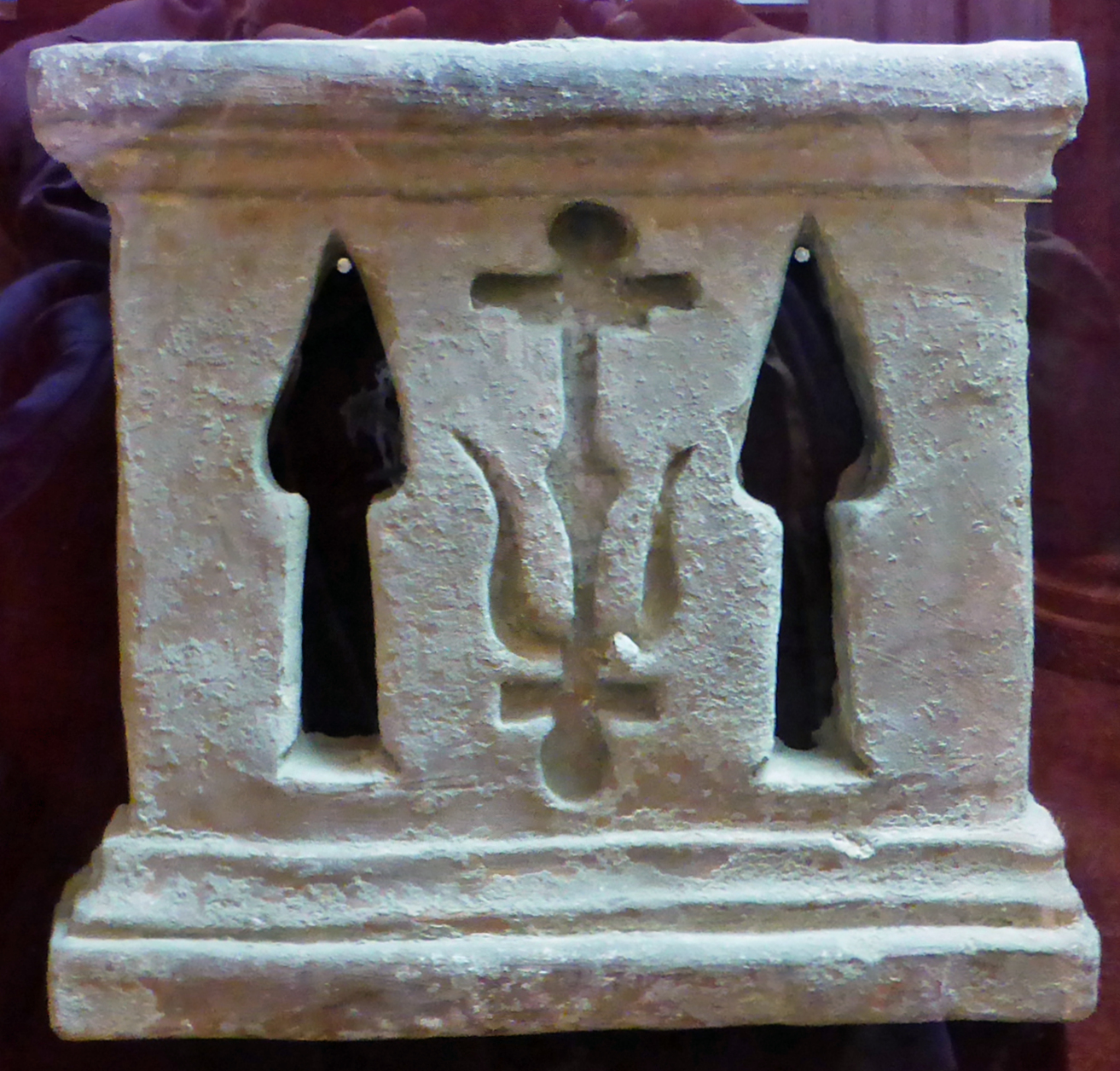
Kotva Seleukovců

Antiochos se ocitl na vrcholu své moci. Z vrcholu však vede cesta pouze dolů. Poté, co jeho bývalý spojenec Filip V. byl v roce 197 př. n. l. poražen Římany, Antiochos se rozhodl chopit příležitosti k expanzi do Řecka. Povzbuzen vyhnaným kartaginským vojevůdcem Hannibalem vytvořil alianci s nespokojeným aitólským spolkem a vpadl do Řecka. Toto rozhodnutí však přispělo k jeho pádu. Invaze do Řecka naprosto selhala, když jeho vojsko podlehlo Římanům v bitvě u Thermopyl v roce 191 př. n. l. Když nad ním Římané zvítězili i na půdě Asie v bitvě u Magnésie o rok později, byl nucen s nimi uzavřít mír. Podle dohody z Apameie (188 př. n. l.) musel vyklidit veškerá svá evropská území a rovněž musel odstoupit všechna území v Malé Asii severně od pohoří Taurus římskému spojenci Pergamu. Kromě toho musel zaplatit také obrovské válečné kontribuce.
Aby získal prostředky k zaplacení, podnikl v roce 187 př. n. l. další výpravu na východ, během které krátce na to padl. Antiochovi porážky ve válce s Římany využily vazalské státy jako například Arménie nebo Atropatené a především Parthové a řečtí vládci Baktrie k definitivnímu svržení seleukovské nadvlády. Po jeho násilné smrti nastal více než sto let trvající vojensko-politický propad seleukovské říše. Jeho nástupci tak zdědili rozvrácenou říši, která sestávala z Kilíkie, Sýrie a Palestiny na západě a z Babylonie a íránských satrapií Elamu, Médie a Persidy na východě.
Se zaplacením válečné kontribuce Římanům se musel po celou dobu své vlády potýkat Antiochův syn Seleukos IV. Filopatór (187–175 př. n. l.), který byl nakonec zavražděn svým rádcem jménem Heliodoros. Seleukův mladší bratr a nový vládce říše, Antiochos IV. Epifanés, se pokusil obnovit prestiž Seleukovců úspěšnou válkou proti Ptolemaiovcům. Ale navzdory tomu, že zahnal egyptskou armádu až k samotné Alexandrii, byl římským vyslancem Popiliem Laenatem donucen se z Egypta stáhnout. Laena prý nakreslil do písku kolem krále kruh a řekl mu, že se musí rozhodnout, zda se z Egypta stáhne, předtím, než kruh opustí. Antiochos si nakonec vybral ústup.
Po zbytek jeho vlády se již říše zmítala v rozkladu. Seleukovci záhy zcela ztratili kontrolu nad východními provinciemi, čehož využili Parthové za krále Mithradata I. k postupnému obsazení celé Persie. Kromě toho vyvolala Epifanova agresivní helenizace makabejské povstání v Judsku. Vyjednávání s Parthy a Židy se ukázalo bezvýsledné. V průběhu tažení proti Parthům v roce 164 př. n. l. Epifanés zemřel.

### Chaos občanských válek
Po smrti Antiocha IV. Epifana se seleukovská říše stávala stále více nestabilní, neboť autorita centrální vlády vzala za své během častých občanských válek. Toho využil vládce satrapie Kommagene jménem Ptolemaios a v roce 163 př. n. l. prohlásil svoji provincii za nezávislé království. Epifanův syn, Antiochos V. Eupatór, byl svržen synem Seleuka IV., Démétriem I. Sótérem v roce 161 př. n. l. Démétrios se snažil obnovit seleukovskou moc, zejména v Judeji, avšak v roce 150 př. n. l. ho svrhl Alexandr Balás – uzurpátor podporovaný Egypťany, který se vydával za Epifanova syna. Alexandr I. Balás vládl až do roku 145 př. n. l., kdy byl sesazen synem Démétria I., Démétriem II. Níkátorem. Démétrios II. však nebyl schopen zmocnit se celého království. Zatímco z Damašku kontroloval Babylonii a východní Sýrii, Balovi stoupenci vedení nejprve Balovým synem Antiochem VI. Dionýsem a později generálem a uzurpátorem Diodotem Trifónem nadále ovládali Antiochii.
Veškerá efektivní seleukovská vláda se zhroutila a ruku v ruce s vnitřní nestabilitou pokračoval také nezadržitelný územní rozklad říše. V roce 142 př. n. l. byl Šimon Makabejský jmenován místodržitelem Judeje, což fakticky znamenalo uznání židovské nezávislosti. Kolem roku 140 př. n. l. Parthové získali satrapie Elam, Médie a Persis. Když se Démétrios II. pokusil dobýt je zpět, byl Parthy poražen a zabit, čímž Seleukovci definitivně ztratili kontrolu nad Íránem. Démétriův bratr, Antiochos VII. Sidetés, dokázal znovu obnovit jednotu a vitalitu seleukovské říše. V roce 129 př. n. l. podnikl zoufalý pokus zachránit kolabující říši a znovu získat íránské provincie, přitom dobyl Babylon a část Médie a Elamu. Krátce na to byl ale Parthy vlákán do pasti a zabit. Smrt tohoto krále symbolizuje konec helénistické etapy dějin Íránu.
Po zavraždění Démétria II. v roce 125 př. n. l. seleukovská říše (pokud jí lze ještě říší nazývat) ovládala kromě Sýrie s hlavním městem Antiochií, severní Mezopotámii okolo měst Nisibis, Dura Europos a Karrhy (dobyty kolem roku 94 př. n. l. parthským králem Mithradatem II.) a jako vazalský stát makabejskou říší v Palestině. V této podobě existovalo seleukovské království dalších zhruba 80 let až do přímého zásahu Římanů v Orientu. V důsledku vnitřního neklidu a dynastických rozepří, k čemuž přispívaly občasné intervence ze strany ptolemaiovského Egypta nebo římské republiky, se země nacházela ve stavu trvalé občanské války, jež nakonec přivodila její pád.

### Kolaps

Seleukovské království v roce 87 př. n. l.

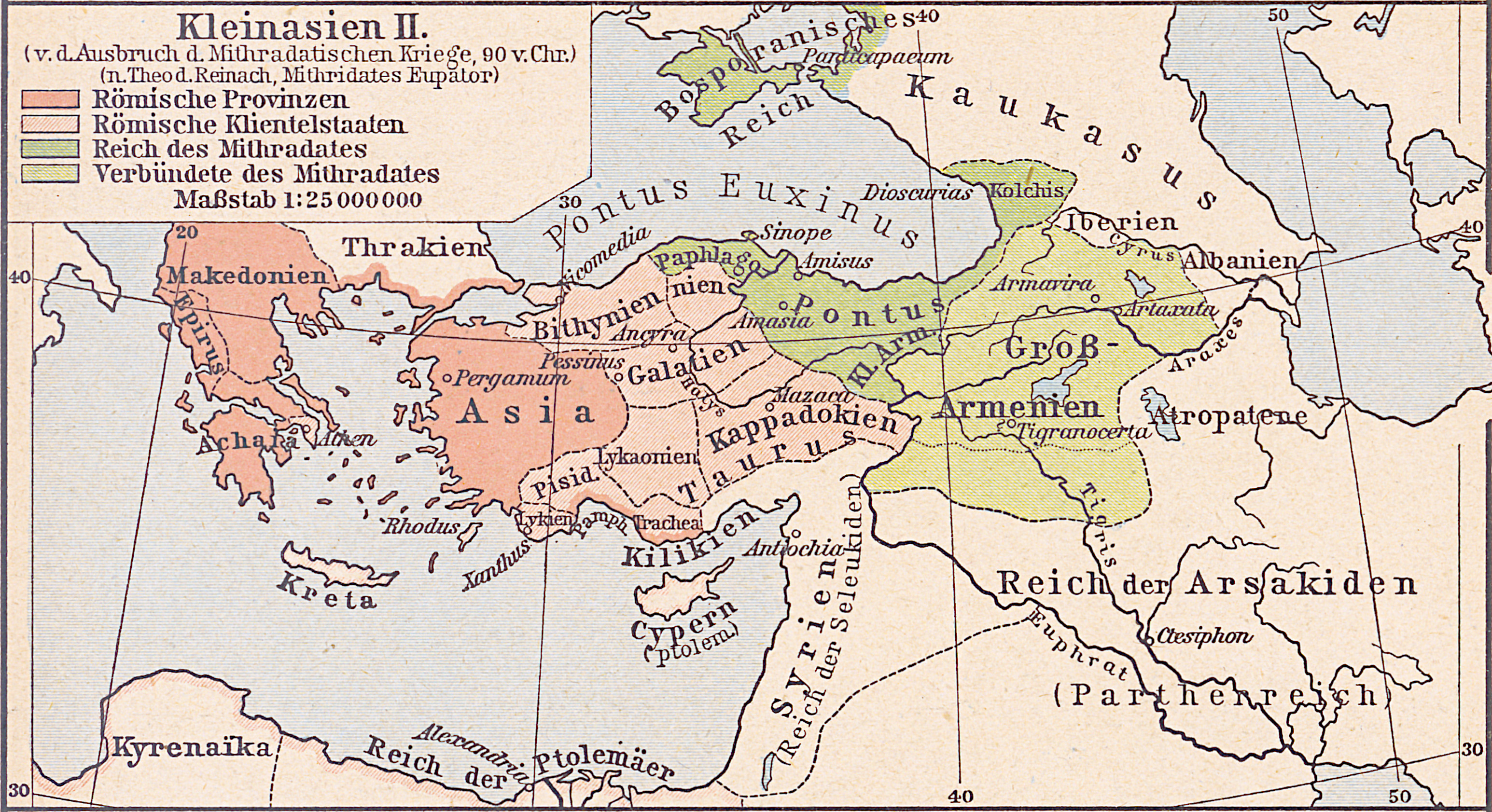
Seleukovská říše před okupací arménským králem Tigranem kolem roku 90 př. n. l.

Zbylá část dějin této kdysi mocné říše je vyplněna nekončícími občanskými válkami a boji mezi různými králi a uzurpátory. Seleukovci si nadále udrželi nezávislost jenom proto, že se žádná z okolních říší nerozhodla je pohltit, neboť sloužili jako užitečný nárazník mezi jednotlivými státy. Během války mezi Mithridatem VI. Pontským a římským vojevůdcem Sullou, zůstávali Seleukovci stranou zájmu obou válčících stran.
Arménský král Tigranés I., však viděl ve stávajících seleukovských poměrech příležitost k vlastní expanzi na jih. V roce 83 př. n. l. využil pozvání jedné ze soupeřících frakcí a obsadil Sýrii, Fénicii a Kílíkii, čímž seleukovská říše prakticky zanikla. Jako spojenec a zeť Mithridata VI. Pontského se však dostal do konfliktu s Římany a v roce 69 př. n. l. byl poražen římským konzulem Lucullem. Následně byl v roce 66 př. n. l. nucen podrobit se novému římskému veliteli Pompeiovi. Pompeius následně dosadil v Sýrii za vládce a římského vazala Seleukovce Antiocha XIII.
Dokonce i nyní ale vypukla další občanská válka, když se proti Antiochovi XIII. vzbouřil jiný Seleukovec, Filip II. Filorhómaios. Pompeius seznal, že Seleukovci se stali pro Řím přítěží. Zatímco Arménie nebo Judsko si mohly jako klientské státy Říma podržet určitý stupeň autonomie pod vládou vlastních králů, další existence seleukovského království se Pompeiovi jevila jako příliš problematická. V roce 63 př. n. l. proto Pompeius nechal zavraždit Antiocha XIII. a zbytek jeho říše připojil jako provincii Sýrii k římskému impériu. Tím vzala definitivně za své existence státu, který byl kdysi nejmocnější říší celého helénistického světa.

## Archeologické nálezy

### Héraklés z Behistúnu

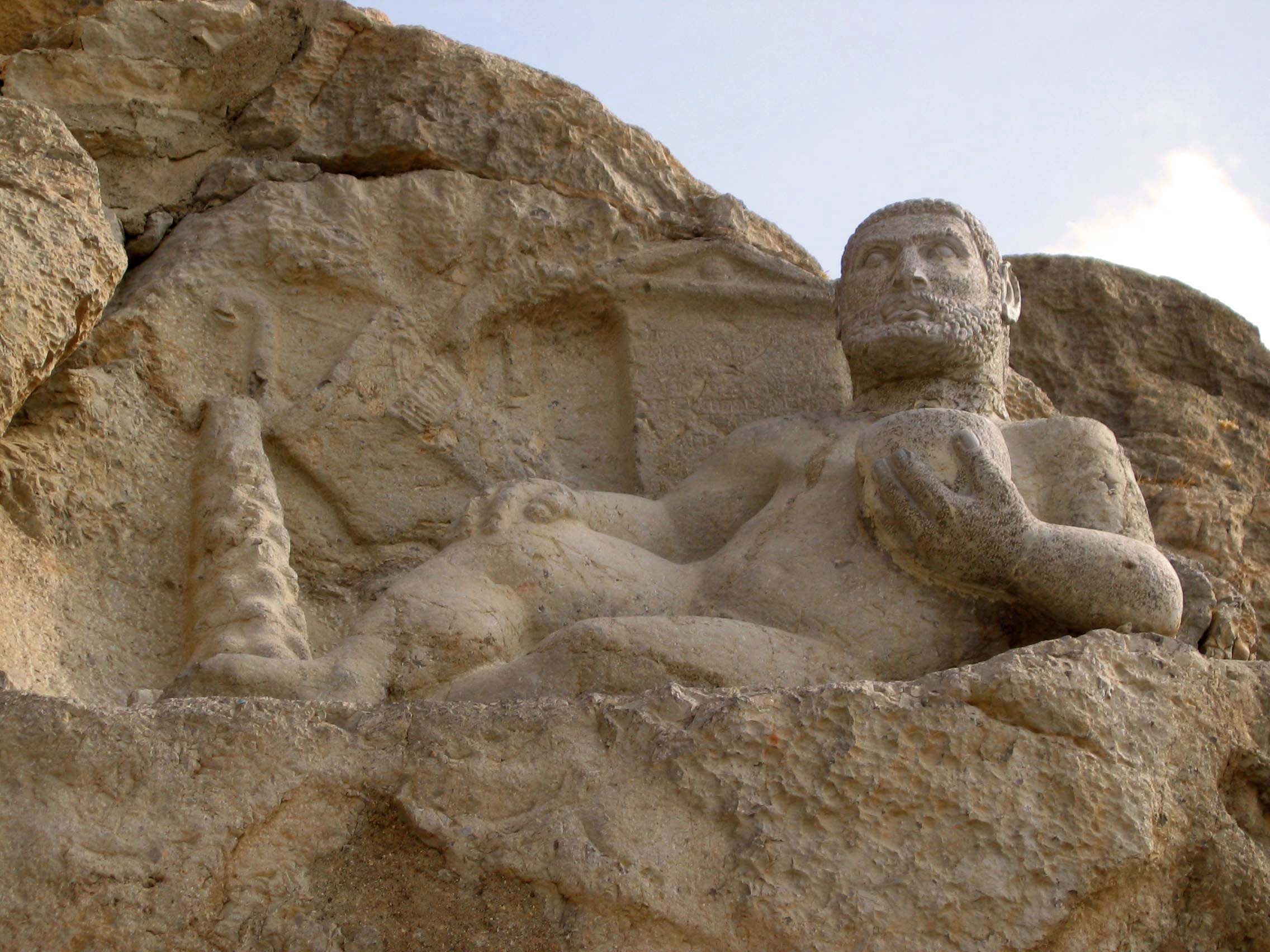
Skalní socha Hérakla (Herkula) v Íránu

V roce 1958 byla na hoře Behistún v severozápadním Íránu objevena socha Herkula v Kermánšáhu při stavbě silnice, v té době ještě bez hlavy. Je jedním ze dvou nebo tří dokladů seleukovské řecké kultury v Íránu a jedinou skalní sochou ze seleukovské nadvlády. Na soše se nalézá nápis Hérakles Callinikos ( Héraklés slavně triumfující ). Nápis také značí, že socha byla dokončena v měsíci Panemos, v květnu nebo červnu roku 148 př. n. l. za vlády Alexandra Balase:
ἔτους δξρ᾽, μηνὸς Πανήμου, Ἡρακλῆν 3 Καλλίνικον Ὑάκινθος Πανταύχου  ὑπὲ[ρ] τῆς Κλεομένου τοῦ ἐπὶ τῶν ἄνω σ[ατρ]απειῶν σωτηρίας. (Překlad: V roce 164 v měsíci Panemos, Hérakles Kallinikos (slavně triumfální) skrze Hyacinta, syna Pantauchova, pro dobro Kleomena, velitele Horních Satrapií.
Její robustný styl je však spíše íránský než helénistický podle historika Rolfa Strootmana. Její autor také neměl formální řecký sochařský styl.  

### Chrám Laodicea

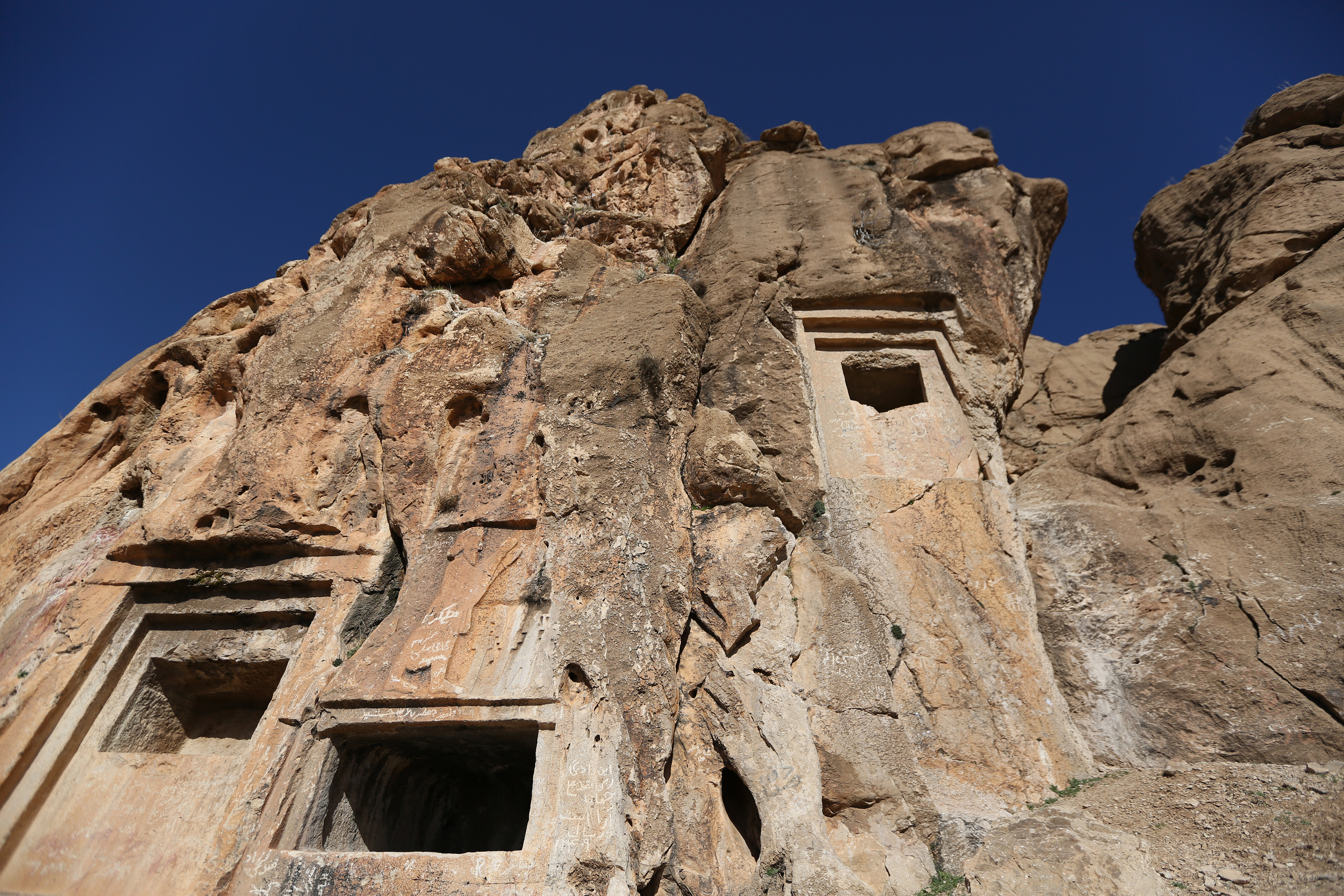
Skalní hrobky Essaqwand

Další objev z helénistické doby v Íránu je chrám Laodicea. Tento chrám byl vykopán iránskými archeology ve městě Nahavand v historickém území Médie a v roce 2020 ho zveřejnil TehranTimes. V roce 1943 archeologové objevili starověký nápis o rozměrech 85 × 36 centimetrů s třiceti řádky napsanými v řečtině, který vyzývá obyvatele Nahavandu, aby dodržovali zákony vlády. Nápis naznačoval existenci Laodicejského chrámu, který nechal postavit seleukovský král Antiochos III. Veliký (223–187 př. n. l.) pro svou manželku královnu Laodiké III. Dva z těchto nápisů a čtyři bronzové sošky, které byly na místě objeveny, jsou vystaveny v Národním muzeu Íránu v centru Teheránu. Hlavice a základny sloupů se v současné době používají jako dekorace v Nahavandově bazaru Hajian Bazaar a několika dalších částech města.

### Skalní hrobky Essaqwand
Skalní hrobky Essaqwand v provincii Kermánšáh se běžně připisují Médům, perským Achaimenovcům, Seleukovcům a Parthům.